# Вейдман, Эжен
Эже́н (О́йген) Ве́йдман (нем. Eugen Weidmann; 5 февраля 1908, Франкфурт-на-Майне, Германская империя — 17 июня 1939, Версаль, Франция) — немецкий серийный убийца, действовавший во Франции, последний человек в стране, подвергшийся публичной казни.

## Биография
Родился во Франкфурте-на-Майне, в Германии, в семье бизнесмена. После начала Первой мировой войны его отправили жить с бабушкой и дедушкой; в это время он начал воровать. Скрываясь от прохождения военной службы, переехал в Париж, затем в Канаду. В Канаде его арестовали за ограбление, он провёл год в тюрьме, после чего депортировали на родину.
В Германии (точнее, в протекторате Саар) у Эжена с законом также были проблемы, ему пришлось пять лет отсидеть в Саарбрюккене за грабёж. В тюрьме он познакомился с двумя будущими соучастниками: Роже Мильоном (фр. Roger Million) и Жаном Бланом (фр. Jean Blanc).

## Убийства
После освобождения из тюрьмы они решили работать вместе. Своим промыслом они избрали похищение богатых туристов во Франции с целью выкупа. Для этой цели ими была арендована вилла в Сен-Клу, недалеко от Парижа. Однако первая попытка похищения кончилась неудачей, их жертва оказала отчаянное сопротивление и вырвалась на свободу. Вторая попытка оказалась успешнее.
21 июля 1937 года Вайдман познакомился с Джин де Ковен (англ. Jean De Koven), танцовщицей из США. Джин жила в Нью-Йорке, где занималась преподаванием балета и классических танцев, и приехала в Европу к тётке. На Парижской выставке она познакомилась с Эженом, работавшим там переводчиком, который представился ей Зигфридом. Он произвёл на де Ковен впечатление, и она писала своему другу:

Я только что познакомилась с очаровательным и умным немцем по имени Зигфрид. Может быть, я исполню одну из вагнеровских ролей, кто знает? Я собираюсь встретиться с ним завтра на его вилле в красивом месте, рядом со знаменитым особняком, подаренном Жозефине Наполеоном…
В ходе свидания 23 июля на вилле Джин сфотографировала своего кавалера (позже камера была найдена около тела), а Вайдман задушил её, после чего похоронил в саду виллы. Похитители забрали найденные у убитой деньги — 430 долларов и 300 франков в дорожных чеках, после чего отправились к любовнице Мильона Колетт Трико.
Вскоре тётка Джин, с которой она проживала, получила письмо с требованием выкупа за племянницу в размере 500 долларов. Она сразу же подключила к делу полицию, но, несмотря на новые письма и телефонные звонки, розыски были безуспешны. Брат Джин Генри срочно приехал во Францию и предложил вознаграждение в 10 000 франков за любую информацию о местонахождении сестры. Но всё было безрезультатно.
Тем временем Вайдман совершил новое убийство. 1 сентября 1937 года он нанял шофёра по имени Жозеф Коффи отвезти его во Французскую Ривьеру, но в лесу за пределами Тура выстрелил тому в затылок. Добычей стали 2500 франков.
Уже 3 сентября было совершено следующее убийство. Вместе с Мильоном Вайдман с помощью предложения о работе заманил медсестру Жанин Келлер в лесную пещеру в Фонтенбло. Там Жанин была убита выстрелом в затылок, а преступники разжились 1400 франками наличными и кольцом с бриллиантом.
16 октября 1937 года Вайдман и Мильон договорились о встрече с молодым театральным продюсером Роже Леблондом под предлогом финансирования его нового шоу. Итогом встречи стали выстрел в затылок Леблонду и 5000 франков, доставшиеся преступникам.
22 ноября 1937 года Вайдман убил и ограбил своего знакомого по последнему пребыванию в тюрьме Фрица Фроммера. Он, как и прошлые жертвы, был убит выстрелом в затылок, после чего похоронен в саду виллы.
Пять дней спустя Вайдманом был убит агент по недвижимости Раймон Лесобр, показывавший «состоятельному» клиенту виллу в Сен-Клу. В результате Вайдман разбогател ещё на 5000 франков.

## Арест
Однако убийство Лесобра стало последним. По визитной карточке Вейдмана, оставленной им в офисе Лесобра, сотрудники управления национальной безопасности вышли на след убийцы. Уже 8 декабря 1937 года, вернувшись домой, Вейдман обнаружил у дверей двух офицеров полиции, поджидавших его. Сделав вид, что приглашает их пройти в дом, он трижды выстрелил в безоружных полицейских, ранив одного из них. Однако ранения оказались не слишком серьёзными, и полицейским удалось повалить преступника, а затем обезвредить его с помощью ударов молотка, лежавшего у входа.
Придя в сознание, Вейдман признался во всех преступлениях. Единственным убийством, вызвавшим у него сожаление, было убийство Джин де Ковен. Со слезами он рассказывал:

Она была очень милой и до последнего мгновения ни о чём не догадывалась… Когда я потянулся к её горлу, она обмякла, как кукла.— 
Были задержаны и его сообщники. Вейдман показал спрятанные тела.
31 декабря 1937 года Джин де Ковен была похоронена в Нью-Йорке.
Процесс по делу банды Вейдмана, Мильона, Блана и Трико стал самым громким делом со времён «Синей бороды» Анри Ландрю восемнадцатью годами ранее. Газета «Пари-Суар» наняла для написания эссе об убийце известную писательницу Колетт, которая и описала процесс.
Защита оказалась бессильной, и 31 марта 1939 года был оглашён приговор. Эжен Вейдман и Роже Мильон были приговорены к смертной казни. Жан Блан получил 20 месяцев тюрьмы, а Колетт Трико была оправдана.

## Казнь
16 июня президент Франции Альбер Лебрен отклонил ходатайство о помиловании Вейдмана, но заменил Мильону смертный приговор на пожизненное заключение.
17 июня 1939 года на площади у тюрьмы Сен-Пьер в Версале Эжен Вейдман был казнён с помощью гильотины. Казнил убийцу французский палач Жюль Анри Дефурно. Среди публики, присутствовавшей на казни, был впоследствии известный британский актёр Кристофер Ли, которому тогда было 17 лет.
Желающие посмотреть на казнь собирались на площади с вечера, вскоре в окрестных кафе закончилось спиртное. Собралась огромная толпа, шум от которой доносился даже до камеры осуждённого. В два часа ночи жандармы попытались расчистить площадь для возведения гильотины. В давке пострадала женщина, но толпа осталась стоять. Властям пришлось расчищать площадь силами национальной гвардии. Возникли проблемы и со сборкой гильотины.  А после казни, по воспоминаниям Кристофера Ли, некоторые прорывались через оцепление, чтобы смочить носовые платки в крови казнённого.
Казнь состоялась с задержкой на 45 минут. Ходили слухи, что задержка была вызвана специально, чтобы солнце успело взойти, и фотографы сумели сделать фотографии осуждённого и казни. В довершение всего оказалось, что в одной из квартир, окна которых выходили на площадь, был установлен киноаппарат, и казнь оказалась запечатлена на камеру, возникли скандалы с прессой. Итогом стал запрет на проведение публичных казней во Франции.